# Marc Ritschel
Marc Ritschel (* 10. September 1975) ist ein ehemaliger deutscher Fußballspieler.

## Karriere
Ritschel spielte während seiner ganzen Jugendzeit beim SV Waldhof Mannheim. 1993 wechselte er ins Amateurteam der Blau-Schwarzen. Am 11. Juni 1994 kam der Stürmer auch zu einem Einsatz in der 2. Bundesliga. In der 77. Minute wurde er beim 2:0-Heimspielsieg gegen Bayer 05 Uerdingen für Gustav Policella eingewechselt.
Nach weiteren Stationen bei Kickers Offenbach unter Trainer Valentin Herr und beim FC Viktoria Bammental kam Ritschel 1997 zu seinem Stammverein zurück. Kurz vorher war der SV Waldhof aus der 2. Bundesliga abgestiegen und nahezu der komplette Kader wurde ausgetauscht. Unter Trainer Uwe Rapolder absolvierte der Stürmer nochmals fünf Regionalligaspiele für Mannheim, ehe er ein Jahr später zurück nach Pfeddersheim wechselte.
Marc spielte noch bis Ende der Saison 2010/11 beim Oberligisten SpVgg Neckarelz. Ab 2011 war er als Spielertrainer beim Mannheimer Kreisligisten SpVgg Wallstadt aktiv.
Nach einer Pause bekam er 2018 wieder Spaß daran, selbst zu kicken und aus Freundschaft zu Trainer Markus Kreis spielt er seitdem für den ASV Feudenheim in der Kreisklasse A.

## Trainer
2012 kam Marc wieder an seine alte Wirkungsstätte Alsenweg zurück und war in der Saison 2013/14 Co-Trainer der U-19-Mannschaft des SV Waldhof wo er den Aufstieg in die A-Jugend-Bundesliga bewerkstelligte.
Von der Saison 14/15 bis zum September 2016 war Marc Ritschel Trainer beim SC Käfertal und übernahm dann den Oberligisten SpVgg Neckarelz, wo er mit dem sportlichen Leiter Stefan Strerath zusammenarbeitete. Im Juni 2018 warf er – nach dem zweiten Abstieg in Folge aus der Oberliga und aus der Verbandsliga – das Handtuch.
Seit Juli 2020 coacht er die A-Jugend des VfR Mannheim in der Verbandsliga und ist außerdem für die Koordination der U-17 - U-23-Mannschaften zuständig.
Im Juli 2023 übernahm Ritschel dann – gemeinsam mit Alain Djuvelek – den Kreisligisten SKV Sandhofen. „Ich hatte eigentlich überhaupt keine Ambitionen mehr, im Seniorenbereich zu arbeiten. Das Projekt in Sandhofen hat mich aber überzeugt“ erläutert er seine Beweggründe. Im März 2024 erklärte er jedoch bereits wieder seinen Rücktritt. „Das Engagement bei Sandhofen war für längere Zeit angelegt, daher kommt das alles für mich sehr überraschend“, gab er zu Protokoll.
| Personendaten    | Personendaten            |
| ---------------- | ------------------------ |
| NAME             | Ritschel, Marc           |
| KURZBESCHREIBUNG | deutscher Fußballspieler |
| GEBURTSDATUM     | 10. September 1975       |